# Flow, Turbulence and Combustion
Flow, Turbulence and Combustion est une revue scientifique à comité de lecture centrée sur la mécanique des fluides. Elle s'attache à présenter des recherches originales en mécanique des fluides, turbulence et combustion traitant d'écoulements industriels, géophysiques ou environnementaux.
Le journal fut créé en 1949 sous le nom Applied Scientific Research. Il acquit son nom actuel en 1998, concomitamment à son association avec l'European Research Community on Flow, Turbulence and Combustion.
Depuis sa fondation jusqu'en 1980, la publication du journal fut assurée par Martinus Nijhoff Publishers. À partir de 1980, la maison d'édition Kluwer Academic Publishers en pris la possession avant que le journal soit finalement intégré au groupe de publication Springer Science+Business Media.